# Bertrada di Prüm
Bertrada di Prüm, nota anche come Bertrada di Mürlenbach o Bertrada l'Anziana (660 – dopo il 721), fu una contessa merovingia, bisnonna di Carlo Magno.

## Biografia
Secondo alcuni storici, era figlia di Ugoberto, della famiglia degli Ugobertini e sinscalco e conte palatino alla corte merovingia durante i regni di Teodorico III e Childeberto III, e di Irmina di Oehren, mentre secondo altri era figlia del re dei Franchi Teodorico III e della sua sposa Clotilde Doda, ed era andata sposa ad uno dei figli di Ugoberto e della sua consorte Irmina di Oehren. Il nome del marito resta ignoto.
Tra i suoi figli vi fu Cariberto (o Eriberto) di Laon (prima del 696 - 747), che fu il padre di Bertrada la Giovane (o Bertrada la Piedona), moglie di Pipino il Breve: Bertrada di Prüm fu dunque bisnonna di Carlo Magno.
Ella fu, con il figlio Cariberto, fondatrice dell'abbazia di Prüm nel 721 e benefattrice di quella di Echternach.